# Watertoren (Doorn)
De watertoren in Doorn is ontworpen door bouwbedrijf Visser & Smit Hanab en is gebouwd in 1902. De watertoren aan de Woestduinlaan heeft een hoogte van 30 meter en één waterreservoir van 150 m³.
In 1959 is de watertoren gerenoveerd. De toren heeft sinds 1998 de status rijksmonument.